# Shake That
"Shake That"는 미국의 힙합 가수 에미넴의 노래이다. 피쳐링에는 스눕 독의 사촌이기도 한 네이트 독이 참여했다. 그의 베스트 앨범 이라고도 할 수 있는 Curtain Call: The Hits에 수록되어 있으며, 클럽 사운드와 신나는 랩핑이 특징이다. 빌보드 핫 100 차트에는 5위까지 올라갔었다.